# (7671) Albis
(7671) Albis ist ein Asteroid des inneren Hauptgürtels, der am 22. Oktober 1995 vom tschechischen Astronomen Zdeněk Moravec am Kleť-Observatorium (IAU-Code 046) in Südböhmen auf dem Kleť in der Nähe der Stadt Český Krumlov entdeckt wurde.
Der Asteroid wurde am 11. Februar 1998 nach der lateinischen Bezeichnung der Elbe benannt, einem Fluss, der im Riesengebirge in Tschechien entspringt, durch Deutschland fließt und in die Nordsee mündet.